# Pristimantis condor
Espèce
Synonymes
- Eleutherodactylus condor Lynch & Duellman, 1980

Statut de conservation UICN

 LC  : Préoccupation mineure
Pristimantis condor est une espèce d'amphibiens de la famille des Craugastoridae.

## Répartition
Cette espèce se rencontre entre 1 500 et 1 975 m d'altitude dans la cordillère du Condor et dans la cordillère de Cutucù :
- en Équateur dans la province de Morona-Santiago ;
- au Pérou dans la province de Condorcanqui dans la région d'Amazonas et dans la région de Tumbes.

## Description
Les mâles mesurent de 32,1 à 39,5 mm et les femelles jusqu'à 59,4 mm.

## Étymologie
Son nom d'espèce lui a été donné en référence au lieu de sa découverte, la cordillère du Condor.

## Publication originale
- Lynch & Duellman, 1980 : The Eleutherodactylus of the Amazonian slopes of the Ecuadorian Andes (Anura: Leptodactylidae). Miscellaneous Publication, Museum of Natural History, University of Kansas, vol. 69, p. 1-86 (texte intégral).